# The Klezmorim
The Klezmorim waren eine US-amerikanische Klezmerband, die von 1976 bis 1993 bestand und stark zum Revival der Musiktradition der osteuropäischen Juden beitrug.

## Geschichte
Die Gruppe wurde 1975 in Berkeley um den Geiger David Skuse und den Flötisten Lev Liberman zunächst als Sarajevo Folk Ensemble gegründet. 1976 änderte sie ihren Namen in The Klezmorim. Nach der Veröffentlichung ihres Debütalbums East Side Wedding im Jahr 1977 erfuhr Klezmorim mehrere personelle Veränderungen: Ursprünglich nur auf Flöte und Saiteninstrumente ausgerichtet, nahm man im Lauf der Jahre auch Elemente des Jazz ins Repertoire auf. Dementsprechend kamen dann auch Schlagzeug sowie Blech- und Rohrblatt-Blasinstrumente zum Einsatz. Mit dem Ausscheiden von Skuse und zwei Streichern konzentrierte sich David Julian Gray auf die Klarinette und die ehemaligen Straßenkünstler Brian Wishnefsky und Rick Elmore spielten Trompete bzw. Bassposaune, Tuba, Große Trommel und Becken. 1982 wurde ihr Album Metropolis für den Grammy nominiert.
The Klezmorim entwickelte die theatralischen Elemente ihrer Aufführungen weiter. 1983 und 1984 arbeitete die Band mit The Flying Karamazov Brothers zusammen. Zwischen 1986 und 1988 schwächte Klezmorim die theatralischen Aspekte ihrer Shows ab und konzentrierte sich stärker auf die Musik; zeitweilig bediente Kenny Wollesen das Schlagzeug; Ben Goldberg war Klarinettist. Die Band spielte in Nordamerika und Europa vor ausverkauften Häusern, darunter in der New Yorker Carnegie Hall und im Pariser Olympia. 1993 trennten sich ihre Mitglieder und kamen nur 2004 für eine Europatournee wieder zusammen. Seit 1997 trat unter dem Namen David Orlowskys Klezmorim eine deutsche Gruppe ähnlicher Ausrichtung auf.

## Diskografie
- East Side Wedding (1977), mit David Julian Gray, Greg Carageorge, Lev Liberman, Laurie Chastain, David Skuse
- Streets of Gold (1978)
- Metropolis (1981)
- Notes From Underground (1984)
- Jazz-Babies of the Ukraine (1987)
- First Recordings 1976–78 (1989)
- Variety Stomp (1990)